# Davic Meder
Davic Meder (* 17. Oktober 1992 in Dernbach) ist ein deutscher Volleyballspieler.

## Karriere
Meder begann seine Karriere 2001 beim SC Ransbach-Baumbach. In der Saison 2008/09 spielte er im Volleyball-Internat Frankfurt. Der Mittelblocker gewann von 2008 bis 2010 diverse regionale Meisterschaften. 2009 wechselte er zum Zweitligisten VC Eintracht Mendig. 2011 wurde er mit dem Verein Meister der Zweiten Liga. Im gleichen Jahr gewann er die deutsche U20-Meisterschaft. 2012/13 spielte er beim Bundesligisten evivo Düren. Danach konzentrierte Meder sich wieder mehr auf sein Studium und spielte wieder bei seinem Heimatverein SC Ransbach-Baumbach in der Oberliga. Im Januar 2015 reagierten die SWD Powervolleys Düren auf den verletzungsbedingten Ausfall von Jaromir Zachrich und holten Meder für den Rest der laufenden Bundesliga-Saison zurück.
Seit 2021 spielt Meder auf der Diagonalposition bei den SG Westerwald Volleys, mit denen er 2022 in die Regionalliga Südwest aufstieg
Im Beachvolleyball bildete Meder in seiner Jugend ein Duo mit Tom-Julius Werscheck, dem Sohn des Volleyballtrainers Bernd Werscheck.